# Гарфилд
Га́рфилд (англ. Garfield) — главный персонаж одноимённой серии комиксов, созданный художником Джимом Дэвисом. Гарфилд был назван в честь дедушки Джима Дэвиса, Джеймса Гарфилда Дэвиса, которого назвали в честь президента США — Джеймса Гарфилда.
Первоначально Гарфилд появился в комиксе Jon в 1976 году. С 1978 года комиксы о коте выходят под названием Garfield.
Комиксы экранизировались в виде мультипликационного сериала «Гарфилд и его друзья» (1988—1995) и нескольких отдельных мультфильмов. В 2004 году вышел художественный фильм «Гарфилд». В 2006 году вышел его сиквел «Гарфилд 2». В 2007 году появился мультфильм «Настоящий Гарфилд». В 2008 году вышел мультфильм «Фестиваль Гарфилда». В 2009 году вышел мультфильм «Космический спецназ Гарфилда».

## Личность

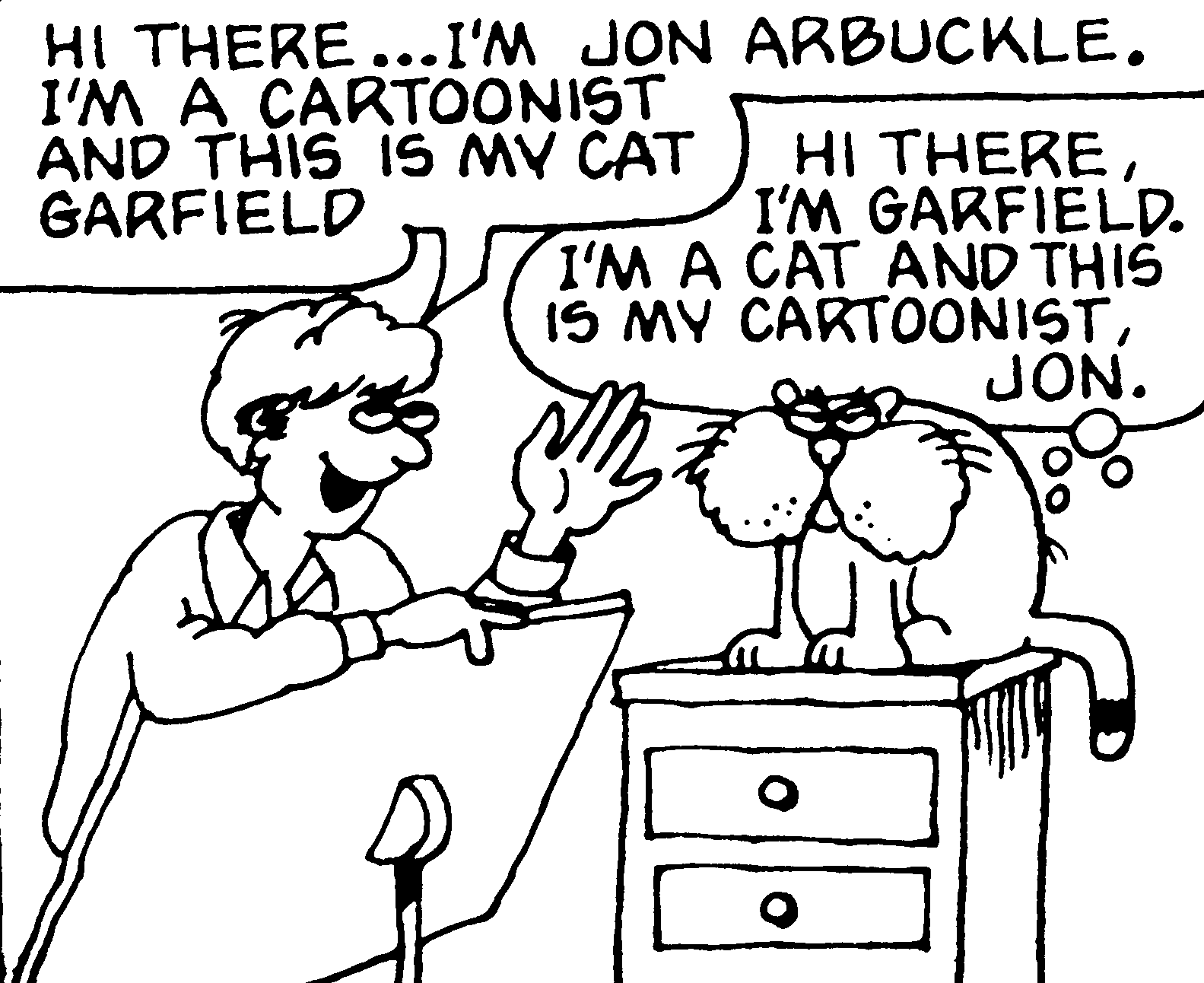
Первое появление Гарфилда в комиксе Jon, 1976 год

Гарфилда можно назвать одной из самых необычных личностей в массовой культуре, однако его можно назвать и олицетворением «типичных людей»: он не любит работу, понедельники, обожает, когда что-то может получить бесплатно и т. д.
Он обожает есть лазанью, но терпеть не может изюм — считает, что страдает аллергией на него и шпинат. Стоит также добавить, что дни сна и полного бездействия у него резко сменяются минутами бешенства, когда всё, что стоит на пути у Гарфилда, может быть уничтожено его когтями. Гарфилд иногда бывает флегматичен, а иногда очень вспыльчив. К собакам Он также испытывает смешанные чувства. Гарфилд крайне прожорлив, но не может есть большинство овощей и вышеупомянутый изюм. Гарфилд считает отвратительным есть мышей, поэтому дружит с ними.

## Озвучивание
- 1980 — Скотт Бич
- 1982—2001 — Лоренцо Мьюзик
- 2004—2006 — Билл Мюррей
- 2007—2013 — Фрэнк Уэлкер

## Персонаж на экране
Мультфильмы (спецвыпуски):
- 1982 — А вот и Гарфилд[англ.]
- 1983 — Гарфилд в городе[англ.]
- 1984 — Гарфилд среди дикой природы[англ.]
- 1985 — Гарфилд и Хэллоуин[англ.]
- 1986 — Гарфилд в раю[англ.]
- 1987 — Гарфилд едет в Голливуд[англ.]
- 1987 — Рождество Гарфилда[англ.]
- 1988 — Гарфилд: Все 9 жизней[англ.]
- 1989 — Красотки и пули Гарфилда[англ.]
- 1989 — День благодарения Гарфилда[англ.]
- 1990 — Кошачьи фантазии Гарфилда[англ.]
- 1991 — Гарфилд спасает жизнь[англ.]

Мультсериалы:
- Гарфилд и его друзья / Garfield and Friends (1988—1994)
- Гарфилд шоу / The Garfield Show (2008—2016)
- Гарфилд / Garfield Originals (2019—2020)

Фильмы:
- 2004 — Гарфилд / Garfield: The Movie
- 2006 — Гарфилд 2 / Garfield: A Tail of Two Kitties

Мультфильмы:
- 2007 — Настоящий Гарфилд / Garfield Gets Real
- 2008 — Фестиваль Гарфилда / Garfield’s Fun Fest
- 2009 — Космический спецназ Гарфилда / Garfield’s Pet Force
- 2024 — Гарфилд в кино / The Garfield Movie

## Видеоигры
- Create with Garfield (1986)
- Big Fat Hairy Deal (1987)
- Winter’s Tail (1989)
- Garfield Labyrinth (1993)
- Caught in the Act (1995)
- Garfield (2004)
- A Tail of Two Kitties (2006)
- Garfield’s Nightmare (2007)
- Garfield Gets Real (2009)
- Garfield Kart (2013)
- Nickelodeon All-Star Brawl (2021)
- Nickelodeon Kart Racers 3: Slime Speedway (2022)
- Nickelodeon All-Star Brawl 2 (2023)